# 稲荷神社 (倉敷市茶屋町)
稲荷神社（いなりじんじゃ）は、岡山県倉敷市茶屋町に鎮座する神社。茶屋町稲荷神社（ちゃやまちいなりじんじゃ）とも表記される。

## 祭神
- 宇迦之御魂神
- 須佐之男命
- 神大市比賣命

## 歴史
もともと、倉敷市茶屋町一帯は完全に海域で「吉備の穴海」と呼ばれており、近世に徐々に干拓されていき陸地化した。宝永4（1707）年、一連の干拓が完成すると「境川」と呼ばれる川より北側を早島沖新田村（早沖）、南側を帯江沖新田村（帯沖）とした。
帯江沖新田村の開村後、氏神勧請の議論が起きた際、領主戸川公より現在の神社鎮座地が寄進された。この土地の四方に堀を掘り、その際の土を使い土地の地上げを行った。そこから、寄進地を南北に二分し、北側二反を境内地、南側三反を神饌田とした。その氏神には、早島村城山正一位稲荷大明神の御分霊が勧請された。
享保18（1733）年に本殿が完成した。造営の際は、村内在住の大工のみでは人手が足らず、当時有名であった塩飽（下津井沖の塩飽の本島）から大工を招いた。本殿造営の翌年である享保19（1734）年6月、京都の伏見稲荷神社の御分霊を勧請した。神社では、これを以て稲荷神社鎮座の年としている。その後の安永3（1774）年、本殿を境内東南に移築し、旧本殿跡地に再び本殿を造営した。
江戸時代は法輪寺の僧職管理下にあったが、明治5（1872）年の「神仏分離令」に伴い、社名を現社名である「稲荷神社」に改称し、御祭神を三柱（宇迦之御魂神・須佐之男命・神大市比賣命）とした。その際、正一位稲荷大明神の御神体は町内の金毘羅大権現に遷された。大正3年9月24日には神饌幣帛料供進神社に指定された。

## 交通
- 山陽自動車道「早島インターチェンジ」より車で約15分。